# J.G. Quintel
James Garland Quintel, detto J.G. (Hanford, 13 settembre 1982), è un animatore, autore televisivo e doppiatore statunitense. È principalmente noto come creatore delle serie animate Regular Show di Cartoon Network e Close Enough di HBO Max.

## Carriera
È noto soprattutto per essere il creatore della popolare serie Regular Show dove presta la voce al protagonista Mordecai e ad altri personaggi della serie. Grande amico di Pendleton Ward, ha lavorato per lui in alcuni episodi della sua serie Adventure Time. Inoltre è stato anche regista per la serie Le meravigliose disavventure di Flapjack.

## Doppiatori italiani
- Simone Veltroni in Regular Show (Mordecai)
- Fabrizio Valezano in Regular Show (Batticinque)